# Synagogue de Lunéville
La synagogue de Lunéville est une synagogue construite en 1786 à Lunéville dans le département de Meurthe-et-Moselle, au 5 rue Castara. C'est la seconde synagogue construite dans le royaume de France depuis l'expulsion des juifs en 1394, après celle de Phalsbourg, depuis remplacée.

## Histoire
La synagogue fut construite à l'initiative du syndic des Juifs de Lunéville, Abraham Isaac Brisac, par l'architecte Augustin-Charles Piroux. Elle ressemble plus à un pavillon de style Louis XVI qu'à une synagogue car elle n'est ornée d'aucun symbole juif. Elle est aujourd'hui en retrait de la rue bien dégagée mais quand elle fut construite, elle se situait derrière une maison pour répondre à la demande de discrétion du pouvoir royal qui ne faisait que tolérer un tel bâtiment dans un royaume généralement interdit aux juifs.
Deux ans plus tard, en 1788, était inaugurée la synagogue de Nancy, du même architecte.

## Architecture
La façade a porté l'inscription en français : « Au Dieu d'Israël, par permission du roy de France, l'an 1785 », remplacée maintenant par celle en hébreu : וּפָנִיתָ אֶל-תְּפִלַּת עַבְדְּךָ (Tu accueilleras cependant, Éternel, mon Dieu, la prière et les supplications de ton serviteur - Premier livre des Rois 8:28).

## Classement
La synagogue fait l’objet d’un classement au titre des monuments historiques depuis le 15 juillet 1980.

## Galerie

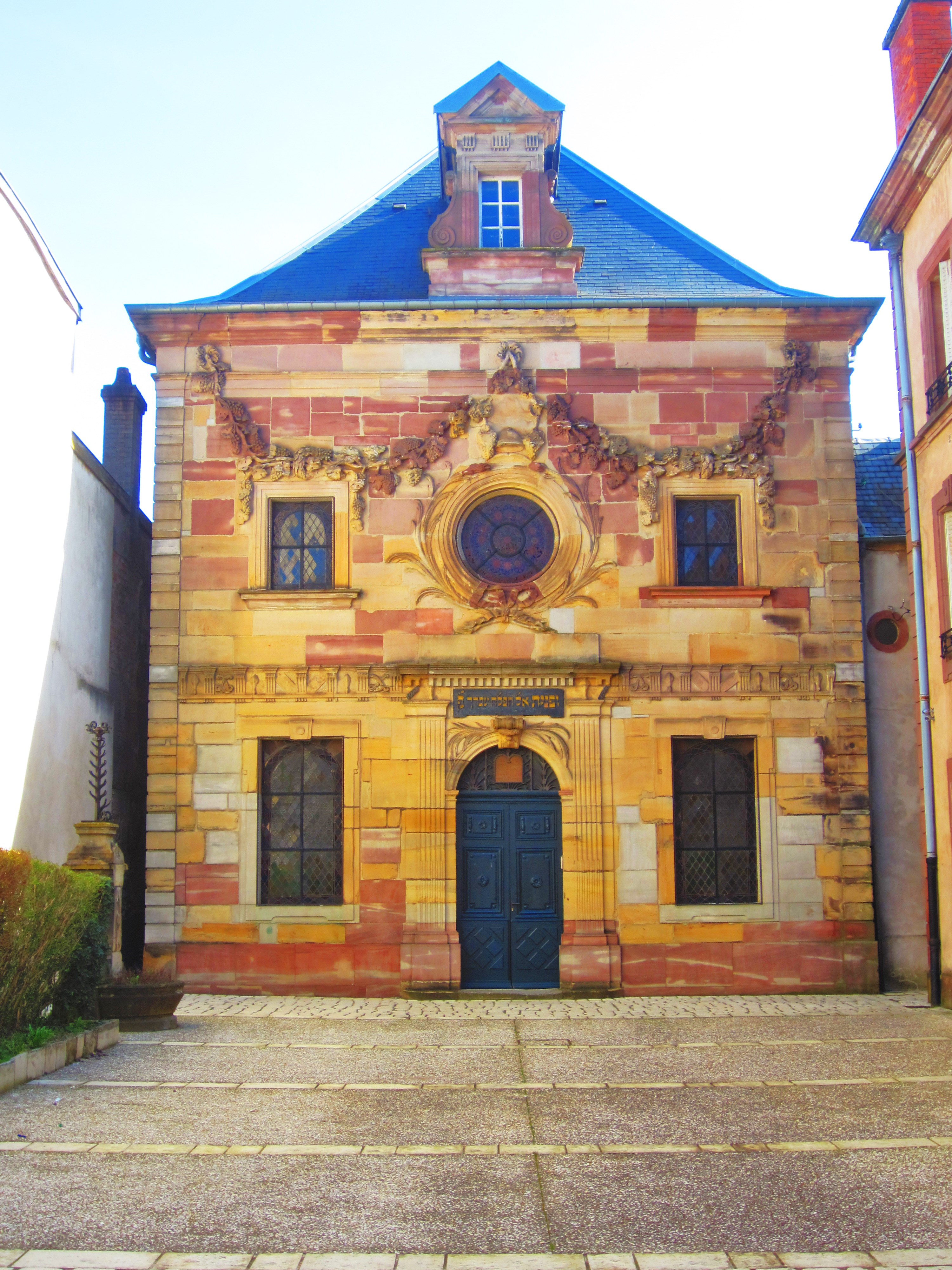
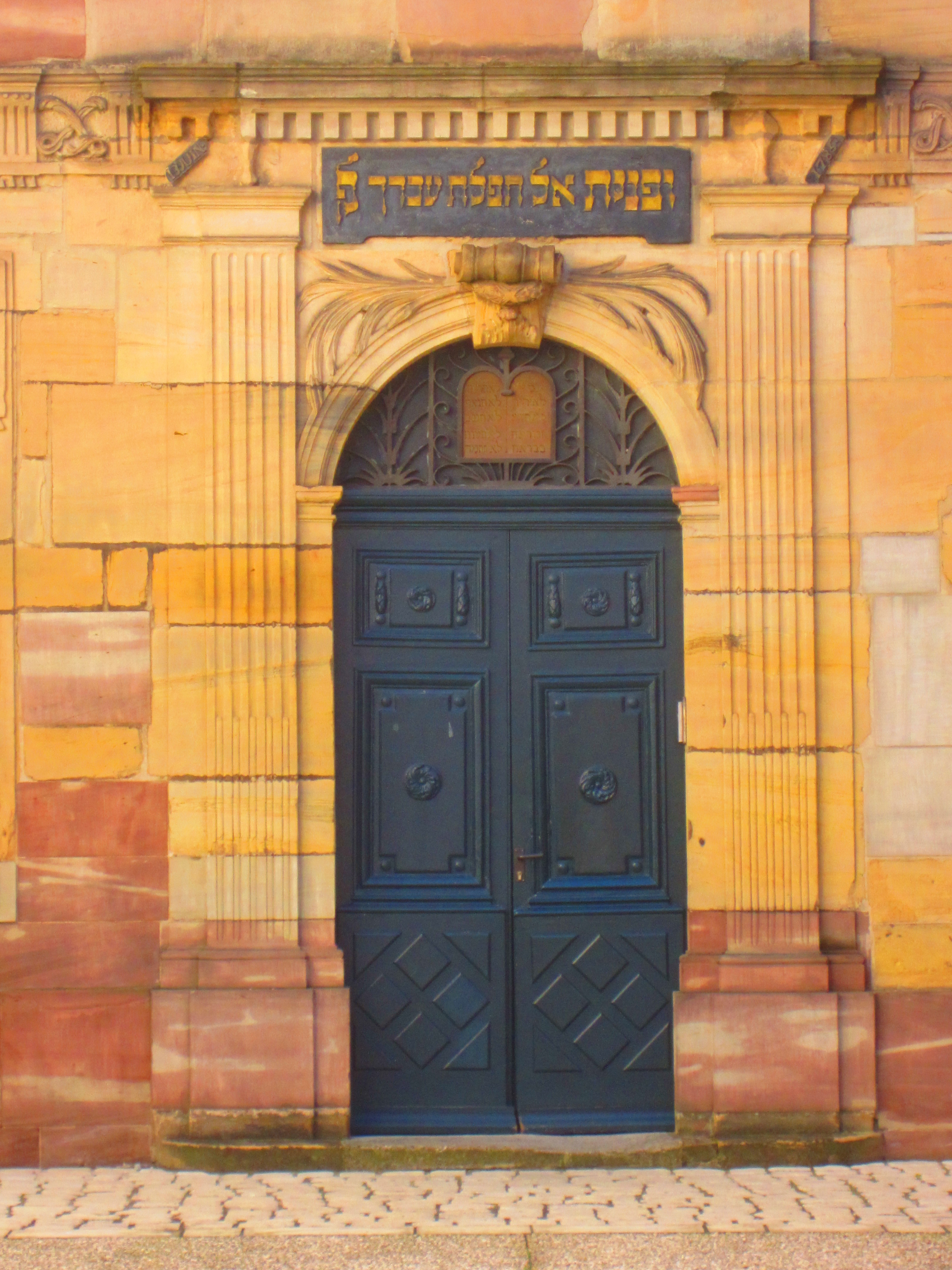
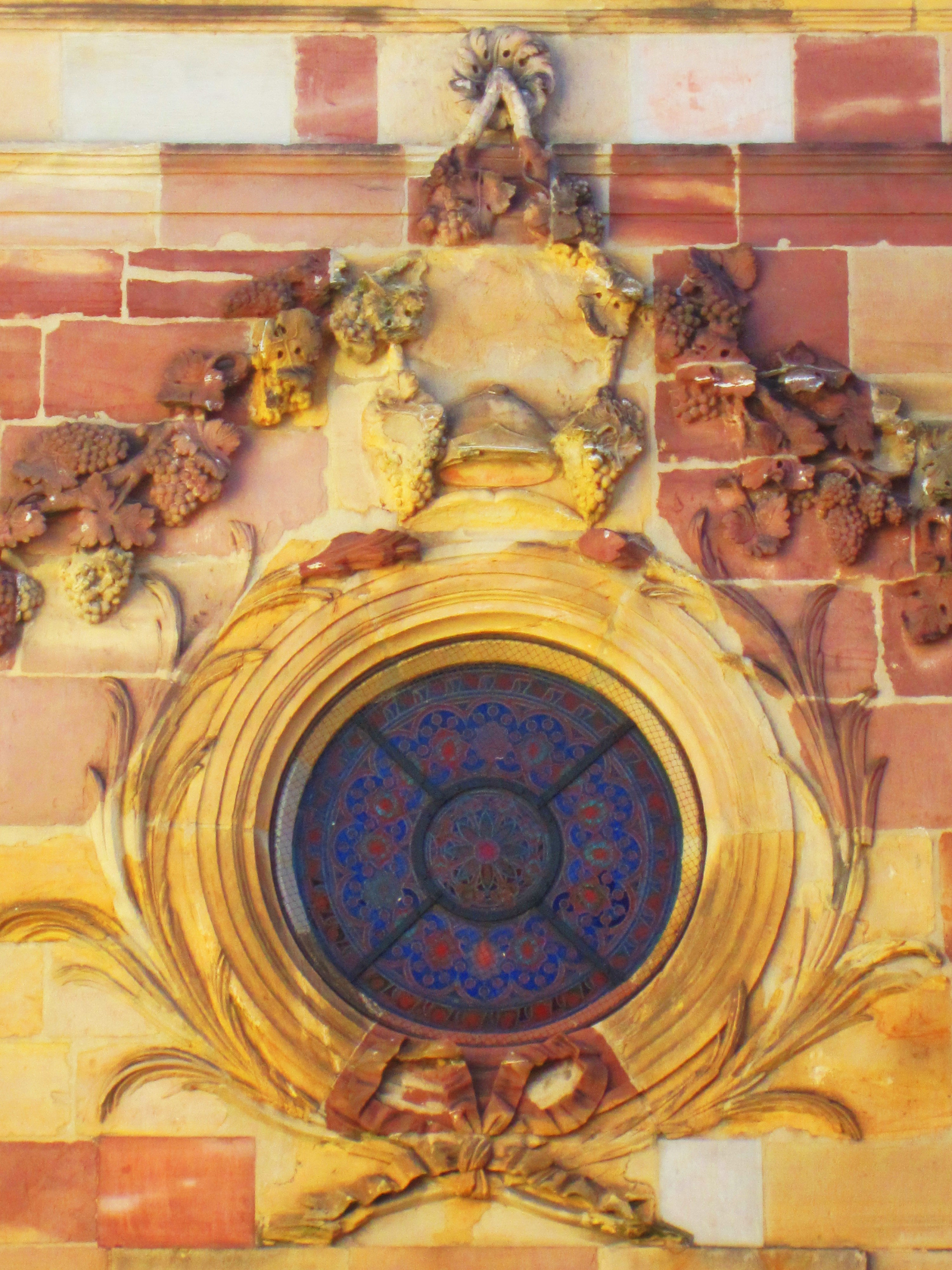
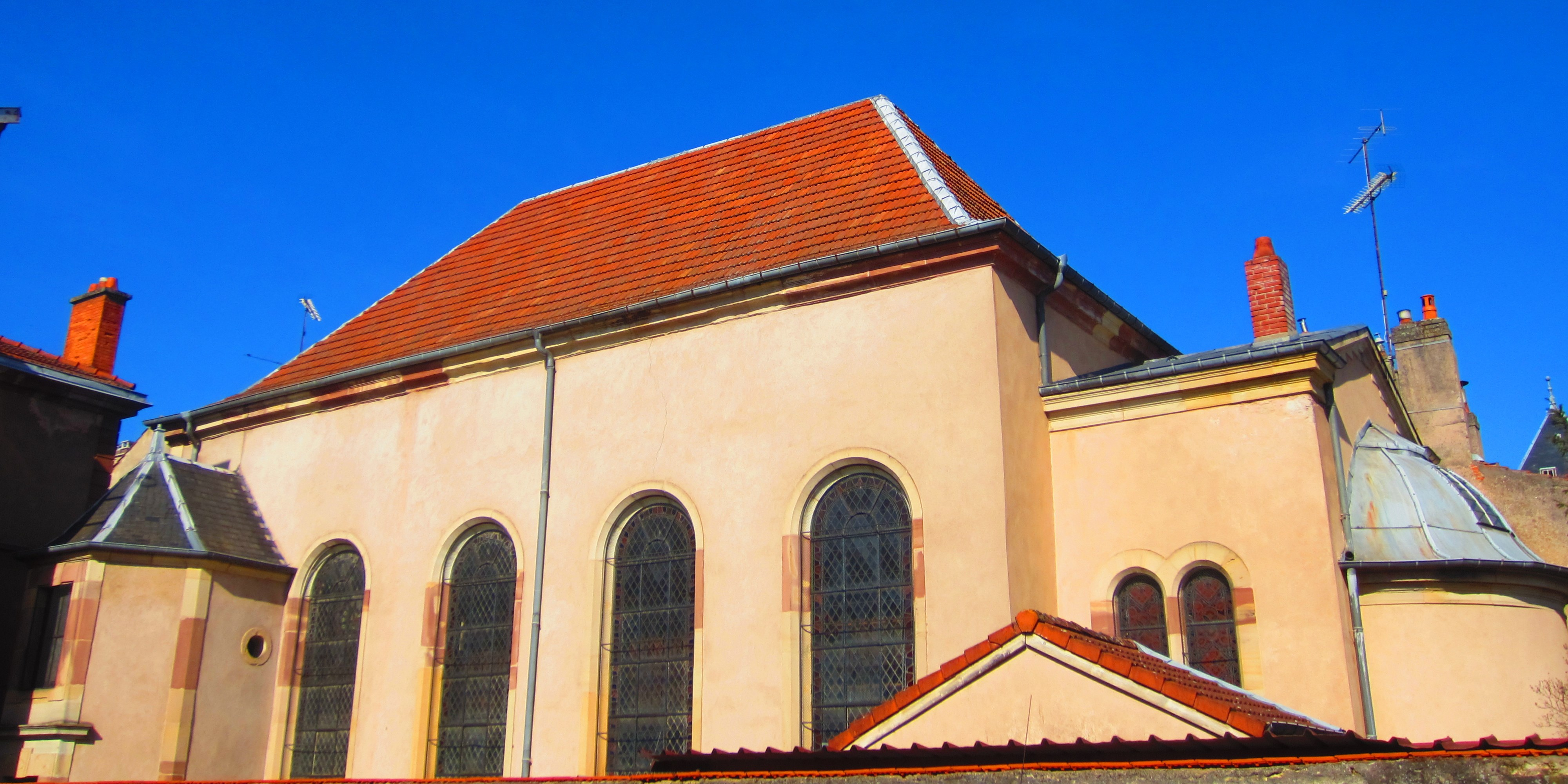
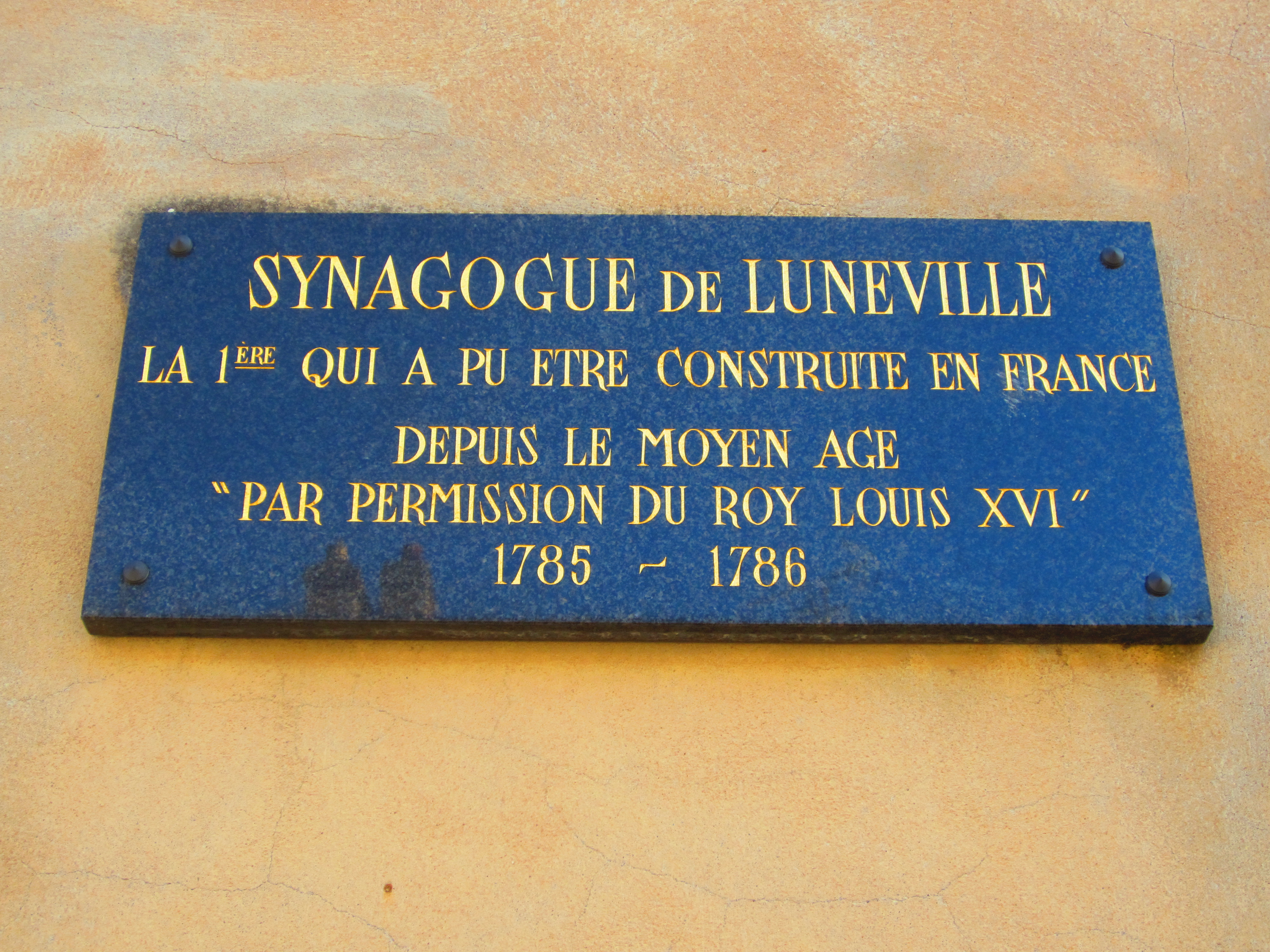